# Karcag
Karcag (pronunciado [ˈkɒrʦɒɡ], llamada Engelhausen en alemán) es una ciudad (en húngaro: "város") de Hungría, capital del distrito homónimo en el este del condado de Jász-Nagykun-Szolnok. Es la cuarta ciudad por población en el condado, por detrás de Szolnok —la capital—, Jászberény y Törökszentmiklós.
En 2012 su población era de 19 980 habitantes.
Se ubica sobre la carretera 4, a medio camino entre Debrecen y Szolnok.

## Personalidades
- Sándor Györfi, escultor.
- Avram Hershko, químico, Premio Nobel de Química.
- Sándor Kántor, artista, ganador del Premio Kossuth.
- Wilhelm Karczag, escritor.

## Ciudades hermanadas
La ciudad de Karcag está hermanada con las siguientes localidades:
- Cristuru Secuiesc, Rumanía
- Moravica, Serbia
- Mérke, Kazajistán
- Moldava nad Bodvou, Eslovaquia
- Schwarzheide, Alemania
- Longueau, Francia
- Krosno, Polonia
- Kunszentmiklós, Hungría